# Григорян, Анатолий Карэнович
Анатолий Карэнович Григорян (род. 31 мая 1995, Оренбург) — российский боксер. Выступает в весовой категории до 60 кг, представляя Краснодарский край. Имеет звание мастера спорта РФ. Чемпион МВД по боксу (2020). Серебряный призер Чемпионата России (2019). Чемпион Универсиады (2018). Бронзовый призер Чемпионата России (2017).

## Детство и юность
Анатолий Григорян родился 31 мая 1995 года в Оренбурге. Когда мальчику было пять лет, семья переехала в Краснодар. В 2002 году Анатолий стал учеником средней общеобразовательной школы № 58 имени Героя Советского Союза Носаль Евдокии Ивановны. После девятого класса юноша покинул учебное заведение и поступил в гуманитарный колледж. Высшее образование получал в Кубанском государственном университете физической культуры, спорта и туризма.

## Спортивная карьера
Спортом Анатолий занимается с детства. Он пробовал себя в разных видах спорта, начиная с классического карате и заканчивая акробатикой. Он нигде не задерживался больше чем на месяц, но в бокс влюбился моментально. Это произошло в 2006 году, когда двенадцатилетний Анатолий пришел в секцию бокса за компанию со своим старшим братом, став учеником мастера спорта международного класса, заслуженного тренера Клюева Анатолия Александровича.
Спустя полгода спортсмен начал принимать участие в городских и региональных соревнованиях, выступая в весовой категории до 34 кг. В 2007 году он одержал свою первую победу, выиграв Первенства Краснодарского края в весе 41,5 кг. В 2012 году стал бронзовым призером среди юниоров 16-17 лет на турнире «Сильнейший боксер России». В финальном поединке он уступил победителю Чемпионата Европы Якубу Нурлиеву из Ханты-Мансийского автономного округа.
Во взрослой категории Анатолий Григорян выступает с 2014 года. В течение первых двух лет он не занимал призовых мест, но показывал не плохие результаты. Первая серьезная победа случилась в родном Краснодаре в 2016 году. На Кубке Спартака в финальном поединке он выиграл боксера из Туапсе Вазгена Коледжяного. Этим он выполнил норматив на присвоение звания Мастера спорта России.
В октябре 2017 года спортсмен стал бронзовым призером Чемпионата России в городе Грозном. Григорян провел четыре боя. В трех поединках он победил боксеров из Московской области, Новосибирска и Махачкалы. В полуфинале он проиграл Артуру Субханкулову из Уфы.
В 2018 году на Чемпионате России он уступил якутскому боксеру, находясь в шаге от призовых поединков. Реабилитировался Анатолий в том же году на летней Универсиаде в Омске, став лучшим в весовой категории до 60 кг.
В 2019 году он взял серебро Чемпионата России, который завершился 16 ноября в Самаре. В финальном поединке весовой категории до 60 кг он бился с Джамалом Бадрутдиновым. В конце поединка его соперник одержал победу единогласным решением судей.
В феврале 2020 года боксер взял золото Всероссийского чемпионата МВД. В финальной схватке он вновь встретился с Джамалом Бадрутдиновым, но на этот раз одержал уверенную победу.
Сейчас Анатолий Григорян посещает тренировки в Школе бокса «Империал» и Спортивной школе № 9. Занимается под руководством Клюева Анатолия Александровича, Малозония Иракли Гивеевича и Карапетяна Карена Кароевича. На соревнованиях выступает за Краснодарский край.